# Tratto ottico
Il tratto ottico è una parte del sistema visivo collocata nel cervello. Il tratto ottico è una continuazione del nervo ottico, che corre dal chiasma ottico (nel quale si ha un parziale incrociamento delle fibre nervose provenienti dalle due emiretine di ciascun occhio) al corpo genicolato laterale del talamo.
Il tratto ottico è composto da due tratti distinti e separatiː di destra è composto dalle fibre nervose provenienti dall'emiretina temporale dell'occhio destro e dall'emiretina nasale dell'occhio sinistro; viceversa, il tratto ottico di sinistra è composto dalle fibre provenienti dall'emiretina temporale dell'occhio sinistro e dall'emiretina nasale dell'occhio destro. In pratica, ciascun tratto ottico contiene la rappresentazione completa dell'emicampo visivo controlaterale.

## Struttura

### Campo visivo
Il tratto ottico trasporta informazioni retiniche relative all'intero campo visivo. In particolare, il tratto ottico sinistro corrisponde al campo visivo destro, mentre il tratto ottico destro corrisponde al campo visivo sinistro. Per formare il campo visivo giusto, le fibre retiniche temporali dall'occhio sinistro e le fibre retiniche nasali dall'occhio destro formano il tratto ottico sinistro, mentre il campo visivo sinistro è formato dalle fibre della retina temporale dell'occhio destro e le fibre retiniche nasali di sinistra.
| Tratto ottico | Campo visivo | Fibre retiniche temporali | Fibre retiniche nasali |
| ------------- | ------------ | ------------------------- | ---------------------- |
| Sinistra      | Destra       | Sinistra                  | Destra                 |
| Destra        | Sinistra     | Destra                    | Sinistra               |

### Riflessi autonomici
Diverse risposte motorie oculari sono autonome. Il tratto ottico è il principale responsabile della trasmissione di informazioni visive al corpo genicolato laterale, ma è anche responsabile della trasduzione di questi riflessi autonomici bilaterali, tra cui il riflesso pupillare alla luce e il riflesso pupillare all'oscurità.

#### Riflesso pupillare alla luce
Il riflesso pupillar alla luce è un riflesso autonomo che controlla il diametro della pupilla per cogliere gli aumenti di illuminazione percepiti dalla retina. Una maggiore intensità di luce causa la costrizione della pupilla; l'aumento della stimolazione luminosa, anche se percepita da un solo occhio, causerà la costrizione pupillare di entrambi gli occhi. Il circuito neurale del riflesso della luce pupillare comprende il tratto ottico che unisce il nervo ottico al collicolo superiore.

#### Riflesso pupillare al buio
Analogamente al riflesso pupillare alla luce, il riflesso pupillare all'oscurità è un riflesso autonomico che controlla il diametro della pupilla per compensare la diminuzione dell'illuminazione percepita dalla retina. Una minore intensità della luce causa la dilatazione della pupilla, mentre la diminuzione della luce, anche se in un occhio solo, causerà la dilatazione pupillare di entrambi gli occhi. Allo stesso modo, il circuito neurale di questo riflesso pupillare include il tratto ottico che unisce il nervo ottico all'ipotalamo.

## Patologia
Una lesione a carico del tratto ottico produce emianopsia omonima controlaterale, cioè la cecità della stessa metà del campo visivo di ciascun occhio (ovvero: una lesione del tratto ottico di destra comporterà la perdita della percezione del campo visivo di sinistra).
Ictus, difetti congeniti, tumori, infezioni e chirurgia possono causare danni nel tratto ottico. In pazienti con perdita del campo visivo risultante di danno permanente del tratto ottico possono essere effettuate delle terapie di restituzione della vista.
In alcuni pazienti che hanno subito una callosotomia per trattare l'epilessia grave, le informazioni provenienti da un tratto ottico non vengono trasmesse a entrambi gli emisferi. Ad esempio, se al paziente viene mostrata un'immagine nel campo visivo sinistro non sarà in grado di nominare ciò che ha visto perché il centro di controllo della voce si trova nell'emisfero sinistro del cervello.
I riflessi pupillari, in particolare il riflesso pupillare della luce, sono un potente strumento diagnostico impiegato nella pratica clinica e di emergenza medica. La mancanza di una costrizione pupillare equa e consensuale verso uno stimolo leggero, specialmente nella pupilla di Marcus Gunn, può essere indicativa di danno al nervo ottico, morte del tronco cerebrale o danno del tratto ottico.